# Creatures of the Night Tour
Creatures of the Night Tour, even kallad 10th Anniversary Tour, är Kiss nionde turné och pågick från den 29 december 1982 till den 25 juni 1983. "Keep Me Comin'" spelades på de två första konserterna för att sedan strykas ur setlistan. "Rock and Roll Hell" spelades endast på de tre första konserterna.

## Spellista
1. "Creatures of the Night"
2. "Detroit Rock City"
3. "Cold Gin"
4. "Calling Dr. Love"
5. "I Want You"
6. "I Love It Loud"
7. "Firehouse"
8. "War Machine"
9. "Love Gun"
10. "God of Thunder"
11. "I Still Love You"
12. "Shout It Out Loud"
13. "Black Diamond"

Extranummer
1. "Strutter"
2. "Rock and Roll All Nite"

## Medlemmar
- Gene Simmons – sång, elbas
- Paul Stanley – sång, kompgitarr
- Eric Carr – trummor, sång
- Vinnie Vincent – sologitarr